# Љеваре
Љеваре (слч. Leváre) насељено је мјесто са административним статусом сеоске општине (слч. obec) у округу Ревуца, у Банскобистричком крају, Словачка Република.

## Становништво
| Година:    | 1994. | 2004.   | 2014.   | 2024.    |
| ---------- | ----- | ------- | ------- | -------- |
| Број људи: | 101   | 102     | 94      | 77       |
| Разлика:   |       | +0,99 % | -7,84 % | -18,08 % |

| Година:    | 2023. | 2024.   |
| ---------- | ----- | ------- |
| Број људи: | 81    | 77      |
| Разлика:   |       | -4,93 % |

Према подацима о броју становника из 2011. године насеље је имало 100 становника.